# Francis Jammes

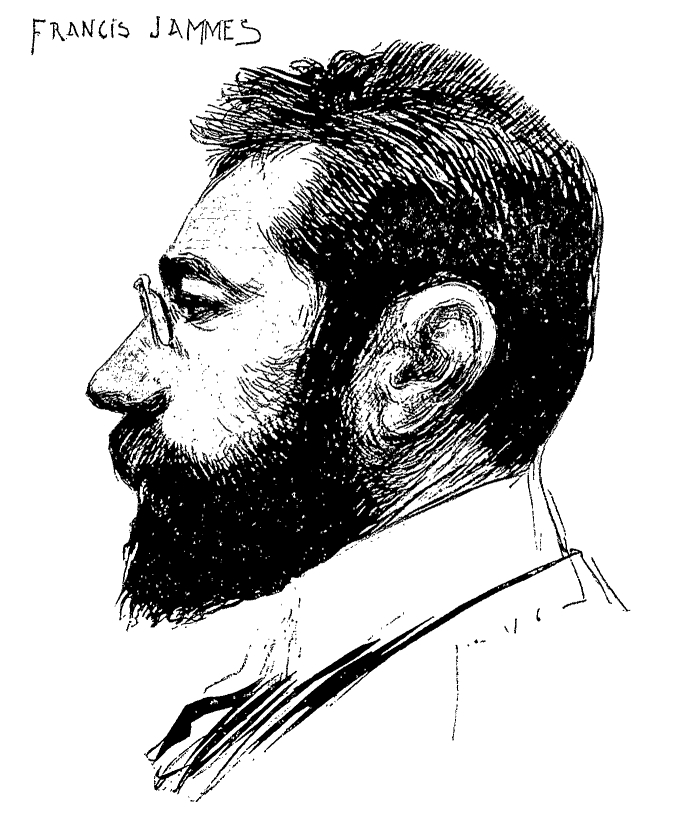
Francis Jammes. Porträtt av Jean Veber.

Francis Jammes, född 2 december 1868 i Tourney, död 1 november 1938 i Hasparren, var en fransk författare.
Jammes studerade juridik, men övergav den tidigt för att resten av livet ägna sig åt sitt författarskap, som präglas av kärlek till naturen. Han slog sig tidigt ner i byn Orthez i Pyrenéerna där han bodde i över 30 år.
"J:s diktning prägas av naturkärlek och en viss naturbesjälning. I hans lyrik förenas formbehärskning och traditionell rytmik med en melodisk och sensibelt avvägd rytm. Skrev också romaner och noveller." (Litteraturhandboken, 1983)